# 貝利叉舌鰕虎魚
貝利叉舌鰕虎魚（学名：Glossogobius bellendenensis），为輻鰭魚綱鱸形目鰕虎亞目鰕虎科叉舌鰕虎屬下的一个种，為熱帶淡水魚，分布於澳洲昆士蘭淡水流域，體長可達4.3公分，棲息在底中層水域，生活習性不明。

## 扩展阅读
- 維基物種上的相關：貝利叉舌鰕虎魚